# IFK Malmö
Idrottsföreningen Kamraterna Malmö – szwedzki klub piłkarski z siedzibą w mieście Malmö.

## Osiągnięcia
- Wicemistrz Szwecji: 1960

## Historia
Klub założony został 23 kwietnia 1899 roku. W pierwszej lidze szwedzkiej (Allsvenskan) zadebiutował w sezonie 1924/25. W sumie w pierwszej lidze IFK Malmö rozegrał 13 sezonów. Największym sukcesem klubu było wicemistrzostwo Szwecji w 1960 roku. Rok później klub awansował do ćwierćfinału PEMK, gdzie przegrał z wiedeńskim Rapidem. W roku 2006 klub wygrał czwartą ligę szwedzką i awansował do trzeciej ligi.
Drużyna IFK Malmö z powodu swoich żółtych strojów dorobiła się przydomku di gule.

## Europejskie puchary
Legenda do wszystkich tabel:
- Q – runda eliminacyjna, 1/16, 1/8, 1/4, 1/2 – odpowiednia faza rozgrywek, Grupa – runda grupowa, 1r gr – pierwsza runda grupowa, 2r gr – druga runda grupowa, F – finał, R – runda, PO – play-off
- k. – rzuty karne, los. – losowanie, Dogr. – dogrywka, w. – zasada bramek strzelonych na wyjeździe

| Sezon   | Rozgrywki     | Runda | Klub         | Dom | Wyjazd | Ogólnie |
| ------- | ------------- | ----- | ------------ | --- | ------ | ------- |
| 1960/61 | Puchar Europy | Q     | HIFK Fotboll | 2–1 | 3–1    | 5–2     |
| 1960/61 | Puchar Europy | 1/8   | CSKA Sofia   | 1–0 | 1–1    | 2–1     |
| 1960/61 | Puchar Europy | 1/4   | Rapid Wiedeń | 0–2 | 0–2    | 0–4     |